# Teinoptera gafsana
Teinoptera gafsana là một loài bướm đêm thuộc họ Noctuidae. Nó được tìm thấy ở Maroc through all tây bắc Châu Phi tới Libya. Nó cũng được tìm thấy ở miền trung Arabian deserts, Iraq và Israel.
Con trưởng thành bay từ tháng 2 đến tháng 4. Có một lứa một năm.